# Gruppo archeologico torinese
Il Gruppo Archeologico Torinese - OdV (acronimo GAT) è un'organizzazione di volontariato culturale con sede a Torino, iscritta nel Registro del Volontariato della Regione Piemonte alla sezione "Tutela e valorizzazione del patrimonio storico ed artistico".

## Storia dell'Associazione
Nasce a Torino nel dicembre del 1983 su ispirazione del fondatore dei Gruppi Archeologici d'Italia (GA d'Italia), il giornalista Ludovico Magrini, che incarica Alfonso Fracchia, ex dirigente FIAT con la passione per la storia e l'archeologia (e poi primo direttore del GAT), di fondare in città una sede locale dei GA d'Italia stessi. 
Sin dalla sua istituzione, il GAT contribuisce operativamente al sodalizio nazionale, collaborando a vario titolo con la Direzione  nella gestione di alcuni campi archeologici nel Lazio (presso Tolfa, Falerii Novi, Tuscania e Rofalco), attività che prosegue intensamente e ininterrottamente per oltre vent'anni. 
Nel 1992 il GAT si costituisce formalmente con atto notarile, dotandosi di un proprio Statuto; tuttavia, conservando la veste di sede locale di Torino dei GA d'Italia, continua a collaborare attivamente alla vita sociale di questi ultimi.
Nel 2006, abbandonando definitivamente il sodalizio del GA d'Italia, l'associazione assume una completa autonomia amministrativa e programmatica.

## Caratteristiche e attività
Il GAT svolge le sue attività gratuitamente e in autonomia, nel pieno rispetto delle leggi e collaborando con le istituzioni ad ogni livello, innanzitutto con le soprintendenze deputate alla tutela e alla valorizzazione del patrimonio archeologico. In particolare, l'associazione si distingue per: 

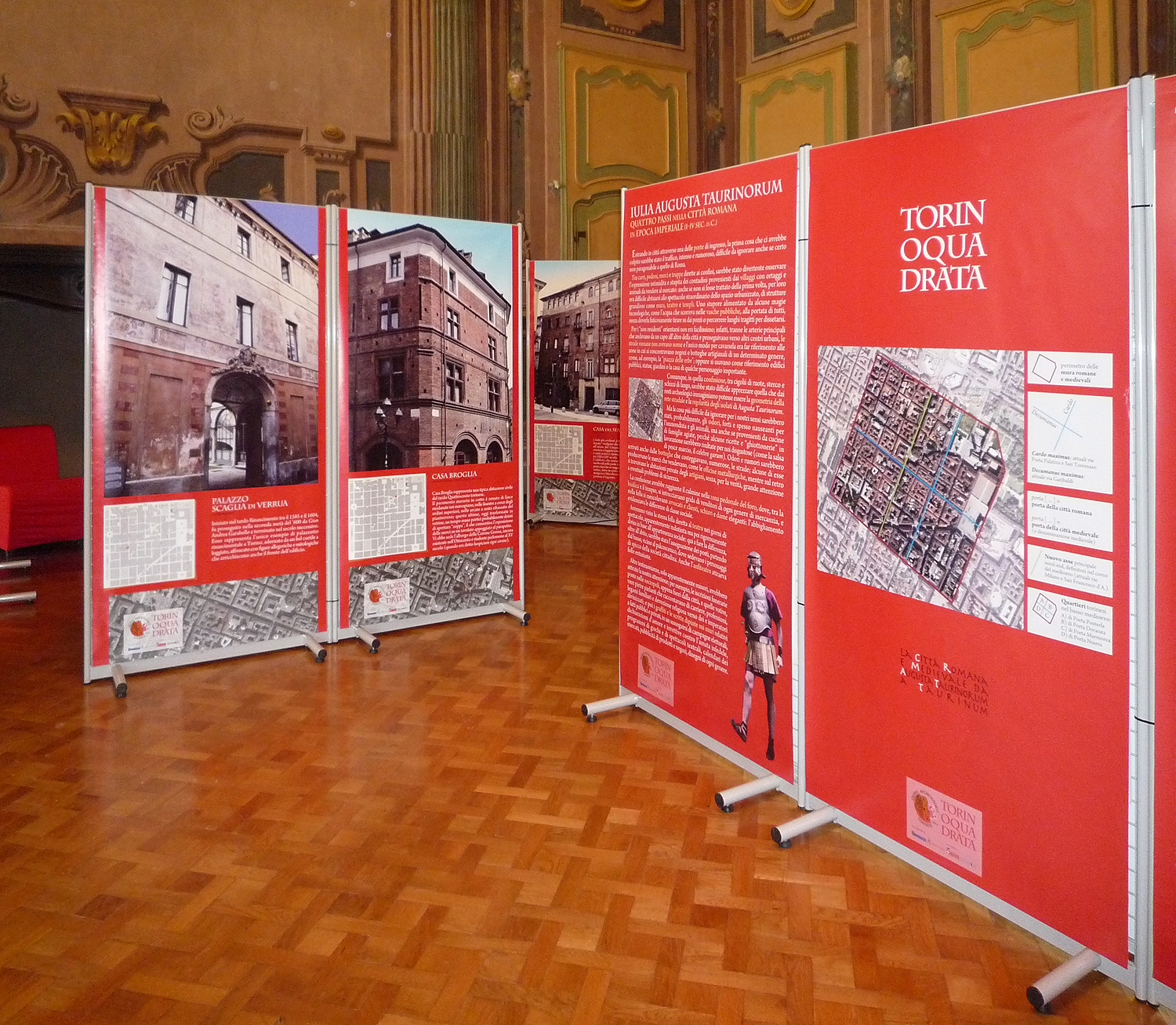
Scorcio di "Torino Quadrata", mostra a cura del Gruppo Archeologico Torinese, allestita a Torino nel 2009 presso la Biblioteca Civica di Villa Amoretti e poi, dal 2010, nella hall dell'hotel Santo Stefano

- la partecipazione a diverse campagne di scavo sotto la direzione delle soprintendenze competenti, prevalentemente in Piemonte (in Val di Susa nei siti di: Villarfocchiardo, San Valeriano di Borgone, Chianocco, Chiomonte[3], Cascina Parisio[4] presso Susa) ma anche in altre regioni d'Italia (Toscana, Lazio e Calabria), in collaborazione con i GA d'Italia e altre associazioni analoghe[5];
- Raccolta di un frammento ceramico d'epoca preromana, nel corso di una ricognizione del GAT (Verrua Savoia, 2006) preventivamente concordata con gli Enti competenti (Soprintendenza e Comune) e la proprietà del terreno.le ricognizioni sul territorio, che hanno portato alla scoperta e alla conseguente segnalazione di alcuni siti archeologici in zona torinese, tra i quali il Bric San Vito[6][7][8] di Pecetto e i siti preistorici presso il Castelvecchio di Testona[9][10] (Moncalieri), nelle vicinanze della fortezza di Verrua Savoia (ex cava), in Val Casternone (Val della Torre) e sul territorio di Caselette.
- l'organizzazione e/o la gestione di campi archeologici estivi: tra 2004 e 2012 il GAT ha ideato, organizzato e gestito il Campo Archeologico Monti del Fiora presso Sorano (GR), dietro proposta e sotto la direzione della Soprintendenza per i Beni Archeologici della Toscana, i cui risultati sono confluiti nel volume: Il territorio di Sovana. Un decennio di ricognizioni e indagini archeologiche[11];
- l'articolata attività di divulgazione che espleta tramite la realizzazione di mostre (come La Collina Torinese[12], Publica Strata, Boschi&Castelli[13], Bric San Vito dal passato al presente, Torino Quadrata[14]), cicli di conferenze (come ArcheoTorino[15][16] nel 2011), incontri propedeutici all'archeologia (Archeoinsieme[17]) e prodotti editoriali (tra questi spiccano la Guida Archeologica di Torino[18] e il Manuale del Volontario in Archeologia[19]);
- gli interventi di valorizzazione, ad esempio l'apertura al pubblico della collezione archeologica del Real Collegio di Moncalieri[20], nel 2016, seguita nel 2019 dalla pubblicazione di un testo esplicativo[21].

Il numero degli iscritti varia, di anno in anno, tra gli 60 e i 100 soci. 
Dal 2012 la sede dell'associazione si trova in via Santa Maria 6/E a Torino.